# Période de retour
Pour le temps nécessaire pour qu'un satellite repasse au-dessus d'un même point, voir Période de revisite.
La période de retour, ou temps de retour, est la durée moyenne au cours de laquelle, statistiquement un événement d’une même intensité se reproduit. Ce terme est très utilisé pour caractériser les risques naturels comme les tremblements de terre, la crue ou l'inondation, la tempête, l'orage, etc., selon le paramètre d'intensité correspondant adéquat magnitude d'un séisme, débit (ou épaisseur de lame d'eau) d'un cours d'eau, vitesse du vent, quantité de pluie, etc.
Cette notion est utilisée par les autorités gouvernementales pour planifier des infrastructures qui doivent répondre à l'usage normal des citoyens en tenant compte d'une marge pour les événements exceptionnels. Les assureurs utilisent la période de retour pour estimer le risque de chaque assuré et donc la prime à charger.
L'utilisation du mot période conduit à donner au terme « période de retour » un sens calendaire, plus ou moins cyclique, complètement erroné et trompeur : ainsi, un événement dit centennal ne se produit pas tous les cent ans mais a statistiquement chaque année une chance sur cent de se produire, ce qui signifie aussi qu'en pratique, il peut aussi survenir plus d'une fois la même année.

## Calcul
La période de retour est calculée à partir des données recueillies pour le type d'événement désiré, classées par intensités :
Intervalle entre deux événements de même intensité = {\displaystyle {{n+1} \over m}}
n est le nombre d'années que couvrent les données ;
m est le nombre d'événements avec l'intensité considérée, au cours de ces années.
Plus l'occurrence de l'intensité du phénomène est faible, plus cette équation est difficile à utiliser. On a donc le plus souvent recours à une distribution statistique. Au cours d'une période de n années, la probabilité qu'un nombre k d'un événement ait une période de retour de T est donnée par une distribution binomiale. Pour une longue période, n tendant vers l'infini, l'équation converge vers une distribution de Poisson :
{\displaystyle 1/T={m \over {n+1}}}
Si la probabilité d'un événement est de p, la probabilité qu'il ne se produise pas est de {\displaystyle q=(1-p)}. La distribution binomiale peut alors être utilisée pour trouver l'occurrence r d'un événement durant la période de n années :
{\displaystyle ={\binom {n}{r}}\times p^{r}\times (1-p)^{n-r}}

## Interprétation
La période de retour doit être interprétée comme la probabilité statistique. Par exemple, si une accumulation sur 24 heures de 73 mm est une pluie de période de retour 10 ans (ou décennale), c'est que cette pluie s'est produite statistiquement à la fréquence d'une fois tous les dix ans. Cela ne veut pas dire qu'une telle pluie se produira régulièrement tous les dix années mais que statistiquement, elle a 10 % de chance de se produire durant une année particulière (chaque année, probabilité 1/10 de survenir).
Ainsi une pluie de période de retour de 20 ans, qui a donc une probabilité de 5 % durant une année, peut se produire plusieurs fois dans une même année ou une fois durant un certain nombre d'années consécutives (exemples : Paris, été 2000, été 2001 et été 2002), puis ne plus se produire durant 40 ans.

## Voir également
- Hydrogramme
- Pluviométrie
- Prévision des crues